# Харченко Йосип
Харченко Осип — кобзар.
Учень зіньківського кобзаря Івана (Хмеля) Хмельницького разом із такими учнями, як: Дмитро Кочерга, Мусій Кулик (Гордієць), Орест Поливський, Артем Курочка, Петро Кожевник, Назар Чернецький та інші.
Знав Зіньківську науку, яка пішла від Комишанської науки.